# Жавер
Инспектор Жавер (фр. inspecteur Javert, [ʒavɛʁ]) (1780 - 1832) — персонаж романа Виктора Гюго «Отверженные», талантливый сыщик, свято верящий в правоту закона, но исполняющий в романе роль антигероя. Как и у Жана Вальжана, так и Жавера был один прототип — основатель французского уголовного розыска Эжен Франсуа Видок.

## Краткая биография
Сын гадалки, местом рождения которого стала тюрьма. Имел все шансы стать преступником, но стал сыщиком. Начиная карьеру надзирателем, он запоминает Жана Вальжана. Спустя годы, уже в качестве полицейского, он узнаёт в мэре города Монтрёй-сюр-Мер каторжанина. Ему неважно, что именно усилиями Жана Вальжана городок преобразился; на посту мэра преступник — вот всё, что он хочет видеть. С упорством фанатика он ищет доказательства своей правоты и не знает покоя, пока не достигает цели — Жана Вальжана приговаривают к пожизненному заключению. После его побега становится его тенью и однажды невольно спасает Вальжана от банды «Петушиный час».
При этом он щепетилен, честен, педантичен, умён. Жавер тщательно проверяет все факты, боясь арестовать невиновного. В революционный 1832 год он проникает в ряды восставших, где и был пойман. Состоялся суд, революционные «Друзья азбуки» приговаривают Жавера к смерти. Но его спасает Жан Вальжан; преступник, за которым он гонялся много лет, не давая спокойно жить, проявил великодушие и милосердие. Это не укладывается в его голове. Вскоре происходит последняя их встреча, где Жан Вальжан и инспектор Жавер вместе помогают Мариусу Понмерси. Инспектор оставляет Жана Вальжана в покое, а сам «просит Бога об отставке», бросаясь в Сену.

## Некоторые воплощения в массовой культуре
В кинофильмах
- «Отверженные»[англ.] (США, 1909) — Уильям Рэноус
- «Отверженные» (Франция, 1912—1913) — Анри Этьеван[фр.]
- «Отверженные» (США, 1917) — Харди Киркленд[англ.]
- «Отверженные» (Франция, 1925) — Жан Тулу[англ.]
- «Отверженные» (Франция, 1934) — Шарль Ванель
- «Отверженные» (США, 1935) — Чарльз Лоутон
- «Гаврош» (СССР, 1937) — Андрей Кораблёв
- «Отверженные» (Италия, 1948) — Джованни Хинрих
- «Отверженные» (США, 1952) — Роберт Ньютон
- «Отверженные» (ГДР—Франция—Италия, 1958) — Бернар Блие
- «Приключения в городе, которого нет» (СССР, 1974) — Гедиминас Карка
- «Отверженные» (Франция—ФРГ, 1982) — Мишель Буке
- «Отверженные» (Франция, 1995) — Филипп Хорсан[фр.]
- «Отверженные» (Великобритания—Германия—США, 1998) — Джеффри Раш
- «Отверженные» (Великобритания, 2012) — Рассел Кроу

В теле- и радиопостановках
- «Отверженные» (радиопостановка; США, 1937) — Мартин Гейбел
- «Отверженные» (Великобритания, 1967) — Энтони Бэйт[англ.]
- «Отверженные» (Великобритания, 1978) — Энтони Перкинс
- «Отверженные» (Франция, 1972) — Бернар Фрессон
- «Отверженные» (Франция—Италия—Испания—Германия—США, 2000) — Джон Малкович
- «Отверженные: Козетта» (аниме-сериал, Япония, 2007) — Такаси Мацуяма[англ.] (голос)
- «Отверженные» (Великобритания, 2018) — Дэвид Ойелоуо

В сценических постановках
- Мюзикл «Отверженные» Клода-Мишеля Шёнберга и Алена Бублиля (с 1980) — Жан Валле[фр.] (Франция, 1980), Роджер Аллам (Лондон, 1985), Терренс Манн (Бродвей, 1987), Филип Куаст[англ.] (Бродвей, 1995), Норм Льюис[англ.] (Бродвей, 2006), Уилл Свенсон[англ.] (Бродвей, 2014)[источник не указан 1541 день]